# Pechina

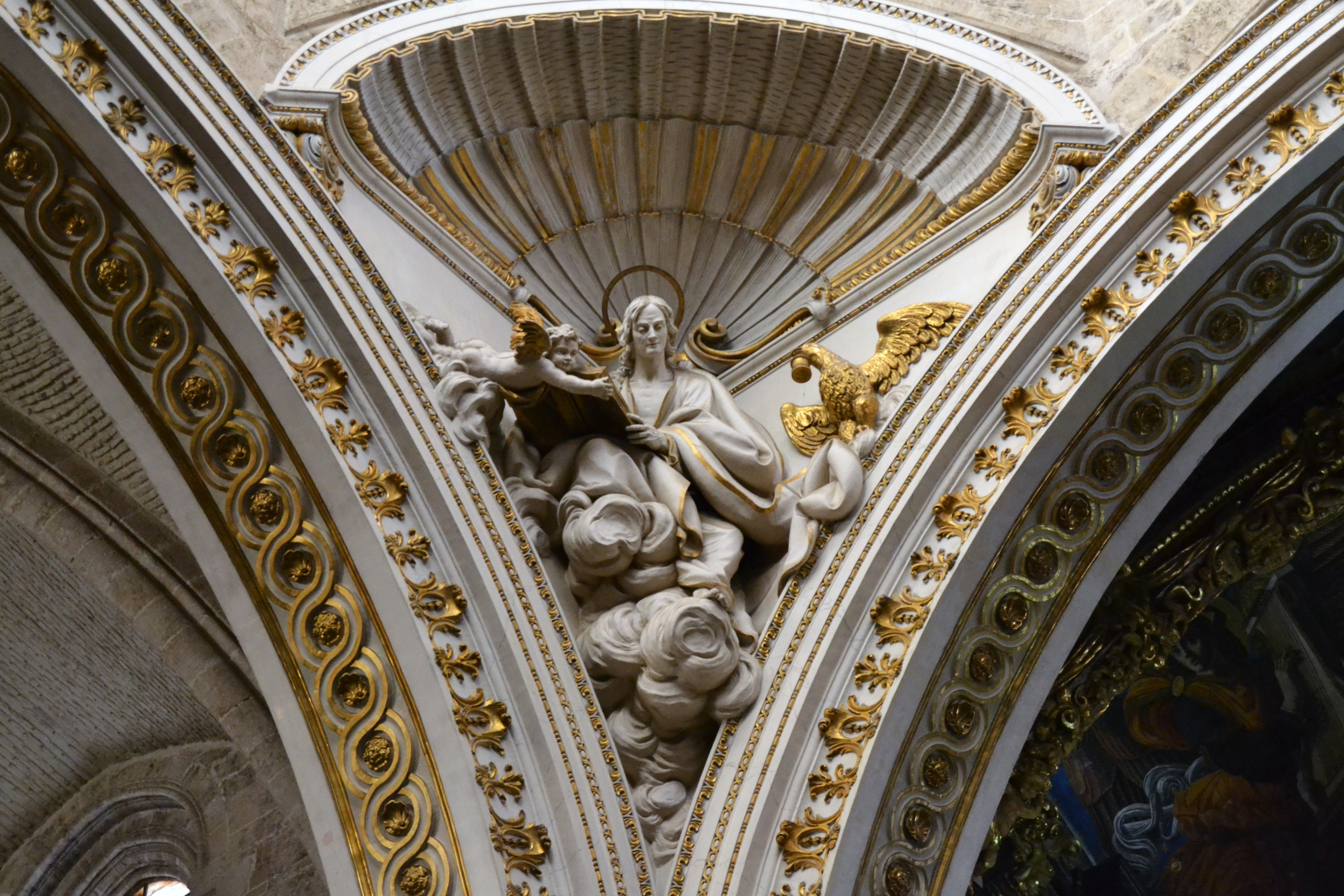
Pechina con forma de concha. Catedral de Valencia.

Esquema de cúpula sobre tambor (a) y pechinas (b)

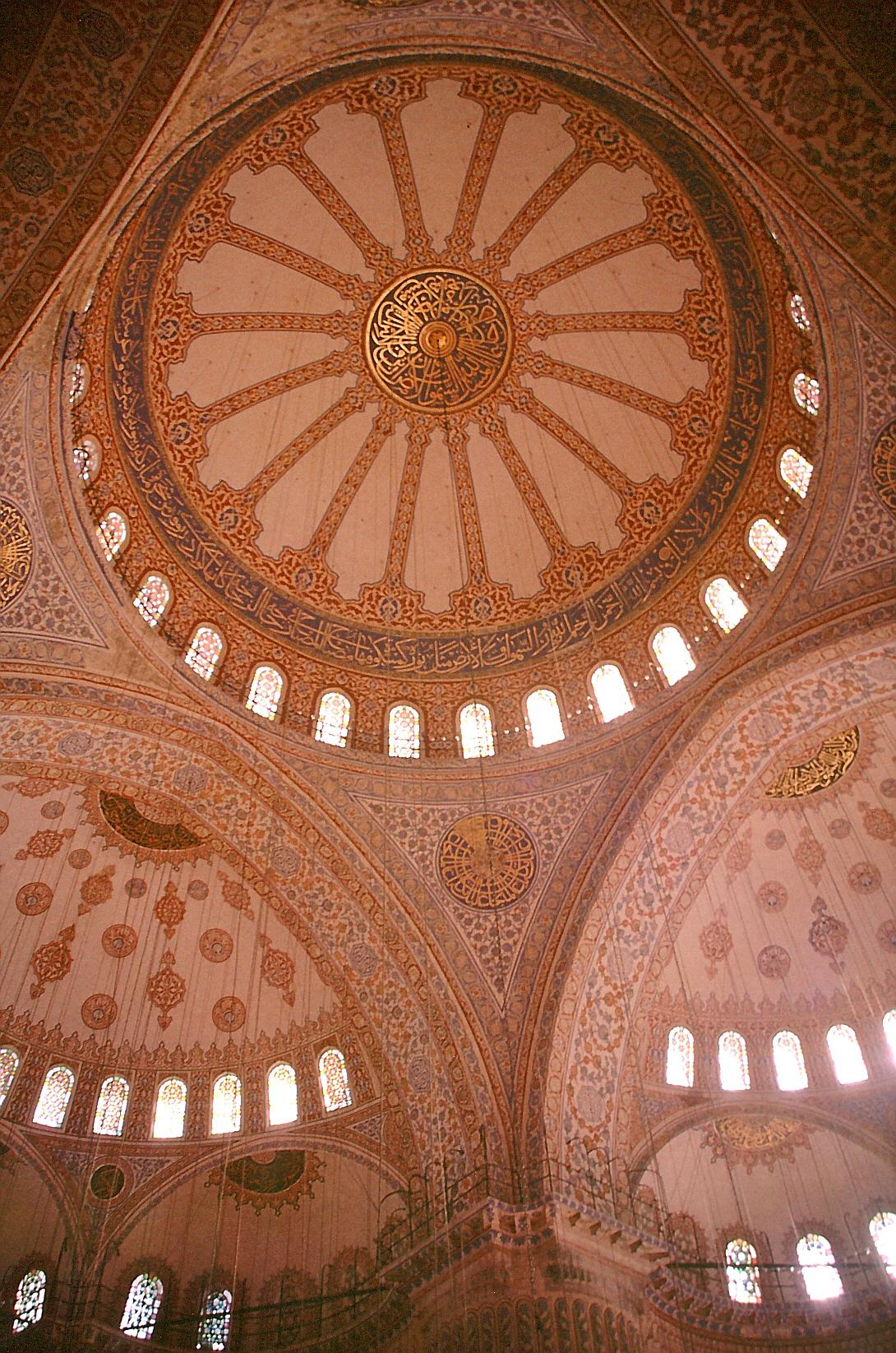
Cúpula sobre pechinas de la Mezquita Azul de Estambul.

Pechina (del latín pecten, -ĭnis 'peine', también 'venera', concha.), en arquitectura, es cada uno de los elementos estructurales y constructivos que resuelve el encuentro entre la base circular de una cúpula y un espacio inferior de planta cuadrada —mediante los arcos torales sobre los que estriba. También permite pasar de una cúpula elíptica a una planta rectangular, o de un tambor poligonal a una base cuadrada. 

## Características

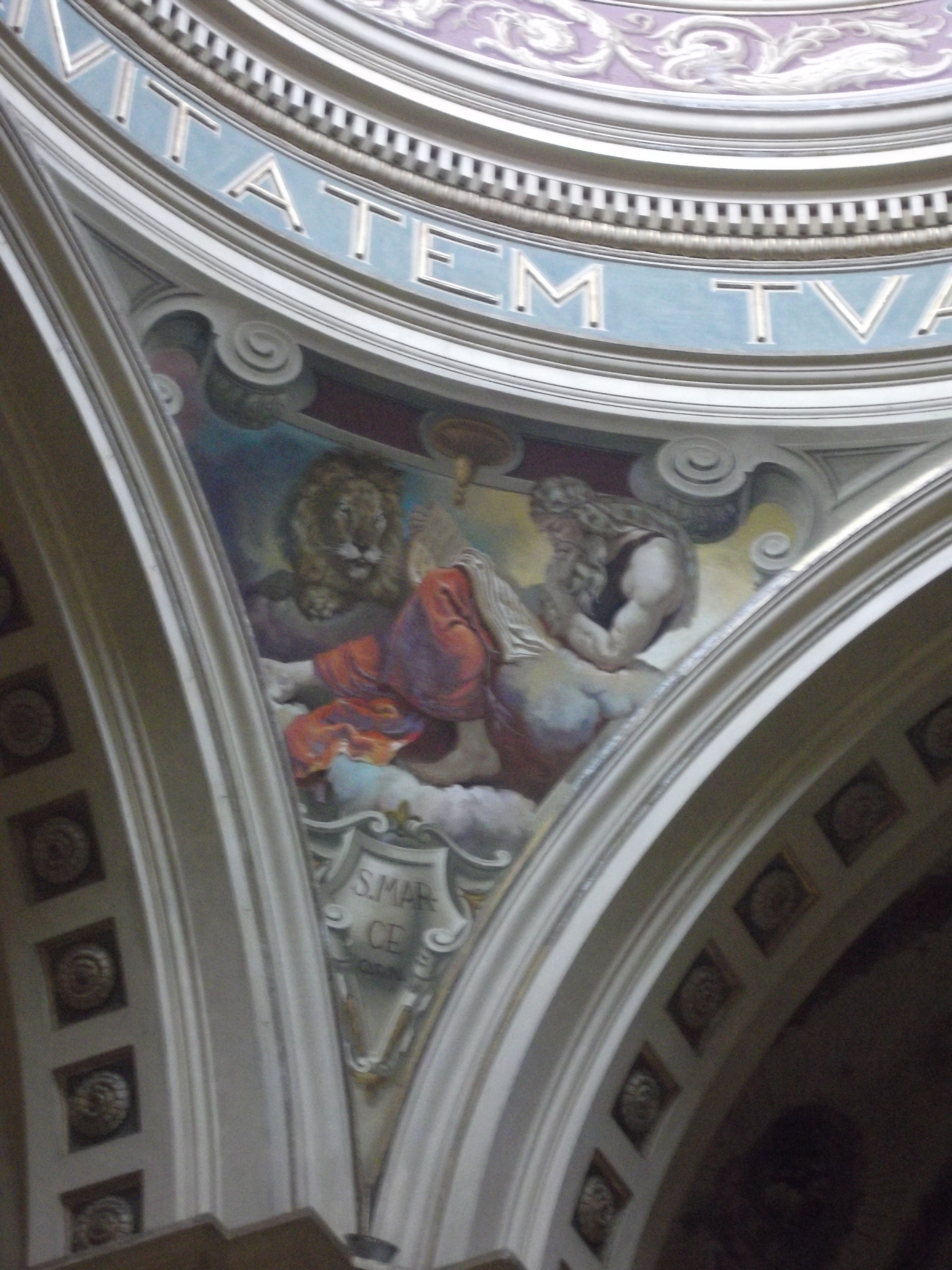
Catedral de Pelotas

Exteriormente, las pechinas son triángulos esféricos, presentando una superficie limitada por tres arcos de circunferencia. Su construcción geométrica se obtiene seccionando un hemisferio con el prisma recto cuya traza define un polígono regular inscrito en la circunferencia base de dicho hemisferio, de la bóveda vaída resultante seccionamos por la base del casquete esférico tangente a los arcos perimetrales. Los triángulos esféricos resultantes definen la base circular de apoyo de la cúpula. Cuando el perímetro surge de la sección de una cúpula esferoide se generan arcos elípticos y una base elíptica para el apoyo de una cúpula hemiesferoide. Un ejemplo de este último caso lo hallamos en la cubrición del salón central de la iglesia de San Carlo alle Quattro Fontane. 
Las pechinas transmiten el peso de la cúpula a pilares, pilastras o muros, mediante arcos o cúpulas semiesféricas que los vinculan lateralmente. 
Los primeros intentos de utilización de pechinas fueron realizados por los romanos pero la verdadera explotación de este recurso arquitectónico se realizó durante la época bizantina en el siglo VI. El edificio más destacado que utiliza este tipo de soporte para su cúpula es la iglesia de Santa Sofía en Constantinopla.
Posteriormente fueron utilizadas, sobre todo, durante el románico, Renacimiento, Barroco y en la arquitectura musulmana, especialmente en la arquitectura otomana.